# Dealul lui Dumnezeu
Dealul lui Dumnezeu este o arie protejată (arie specială de conservare — SAC, sit de importanță comunitară — SCI) din România, desemnată în scopul protejării biodiversității și menținerii într-o stare de conservare favorabilă a florei spontane și faunei sălbatice, precum și a habitatelor naturale de interes comunitar aflate în arealul zonei de protecție. Aceasta este situată în județul Iași, pe teritoriile administrative ale comunelor Lețcani, Movileni, Rediu și Românești.

## Localizare
Aria naturală se află în partea central-estică a județului Iași și cea estică a satului Avântu, lângă drumul comunal (DC11) care leagă localitatea Românești de satul Ursoaia.

## Înființare
Zona a fost declarată sit de importanță comunitară prin Ordinul Ministerului Mediului și Dezvoltării Durabile Nr.1964 din 13 decembrie 2007 (privind instituirea regimului de arie naturală protejată a siturilor de importanță comunitară, ca parte integrantă a rețelei ecologice europene Natura 2000 în România) și se întinde pe o suprafață de 707,6 hectare. Situl a fost protejat și ca arie specială de conservare în mai 2022

## Biodiversitate

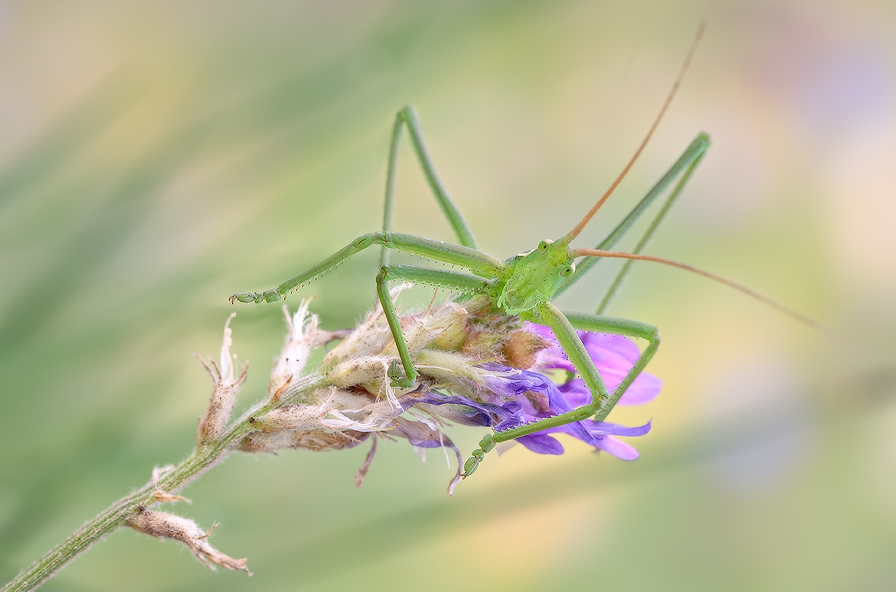
Cosaș de stepă (Saga pedo)

Aria protejată reprezintă o zonă depresionară (în regiunea bioegeografică continentală) în sudul Dealurilor Moldovei (pajiști stepice, mlaștini, turbării, terenuri arabile, tufărișuri) ce adăpostește și protejează o reptilă (endemică pentru țara noastră) din specia Vipera ursinii ssp moldavica, cunoscută sub denumirea de viperă-de-stepă, specie aflată pe lista roșie a IUCN.
În arealul sitului este semnalată și prezența unei insecte protejate la nivel european prin Directivei CE 92/43/CE din 21 mai 1992 (privind conservarea habitatelor naturale și a speciilor de faună și floră sălbatică); cunoscută sub denumirea de cosaș de stepă (Saga pedo); specie considerată vulnerabilă și aflată de asemenea pe lista roșie a IUCN.

## Căi de acces
- Drumul național DN28 pe ruta: Iași - Podu Iloaiei - drumul județean DJ282D până la Românești, de aici se intră în drumul comunal DC11 pe ruta: Ursoaia - Avântu.